# René Weller
René Weller (Pforzheim, Alemania Federal; 21 de noviembre de 1953 – Pforzheim, Alemania; 22 de agosto de 2023) fue un boxeador alemán de la categoría de peso ligero.

## Carrera

### Juegos Olímpicos
Participó en los Juegos Olímpicos de Montreal 1976 en la categoría de peso pluma donde eliminó a Serge Thomas de Francia en la segunda ronda por decisión dividida, pero perdería del mismo modo ante Gheorghe Ciochină de Rumania. También había obtenido la clasificación a los Juegos Olímpicos de Moscú 1980, pero como Alemania Federal fue uno de los países que apoyaron el boicot, no pudo participar.

### Campeonato Mundial
Participó en el Campeonato Mundial de Boxeo Aficionado de 1978 en Belgrado donde ganó la medalla de bronce en la categoría de peso ligero, categoría donde Andeh Davidson de Nigeria fue el ganador de la medalla de oro.

### Copa Mundial
Participó en la Copa Mundial de Boxeo donde ganó la medalla de bronce en la categoría de peso ligero en la edición de 1979 en New York.

### Campeonato Europeo
Ganó la medalla de bronce en la edición de 1977 en Halle, Alemania en la categoría de peso ligero y la medalla de plata dos años después el Köln perdiendo la final ante Viktor Demyanenko de Unión Soviética.

## Actuación
Formó parte de la trilogía llamada Macho Man donde tendría el papel protagónico de Dany Wagner.

## Muerte
Falleció en Pforzheim el 22 de agosto de 2023 a los 69 años luego de sufrir demencia.